# Buýt nhanh

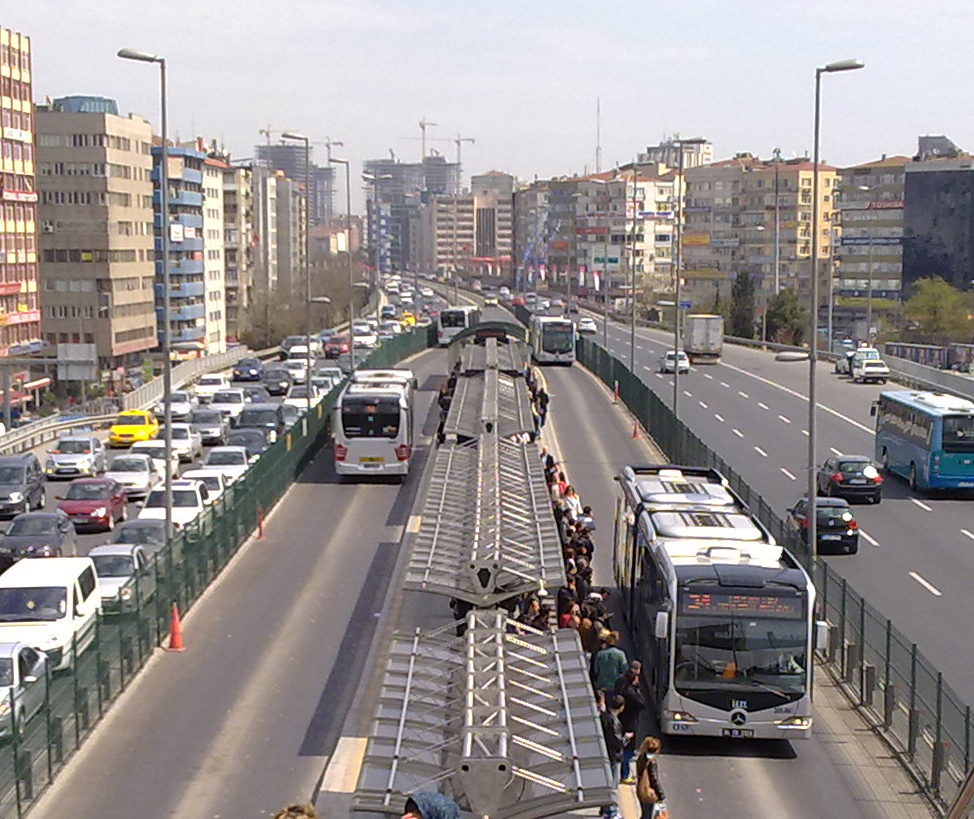
Hệ thống MetroBus tại Istanbul, Thổ Nhĩ Kỳ chuyên chở 800,000 người mỗi ngày trên một tuyến đường 50 km với 45 điểm đỗ.

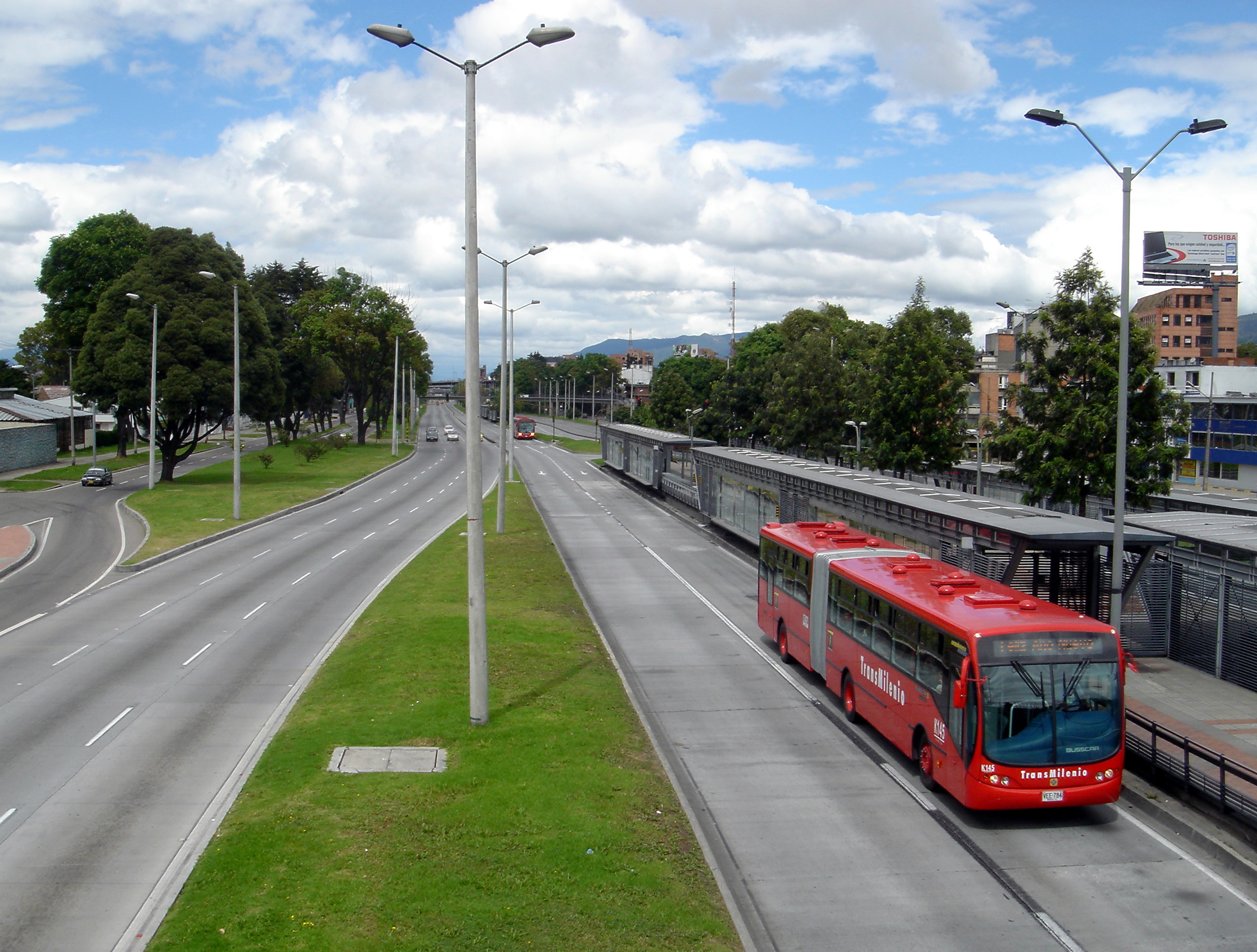
Buýt TransMilenio tại Bogotá, Colombia

Buýt nhanh hay buýt tốc hành (tiếng Anh: bus rapid transit, viết tắt BRT hay BRTS) là một hệ thống vận tải công cộng lưu lượng lớn dựa trên xe buýt. Một hệ thống BRT thực sự nói chung được thiết kế, các dịch vụ và cơ sở hạ tầng chuyên biệt để cải thiện chất lượng hệ thống và loai bỏ những nguyên nhân thường xuyên khiến xe chậm trễ. Thỉnh thoảng được miêu tả như một hệ thống "tàu điện ngầm trên mặt đất", BRT có mục tiêu tổng hợp khả năng chuyên chở và tốc độ của một hệ thống đường sắt nhẹ hay tàu điện ngầm với khả năng linh hoạt, chi phí và sự đơn giản của một hệ thống xe buýt.
Để được gọi là xe bus nhanh BRT, những chiếc xe buýt phải hoạt động trên phần lớn chặng đường của chúng trong một tuyến đường dành riêng, để tránh tắc nghẽn giao thông. Ngoài ra, một hệ thống BRT thực sự sẽ có hầu hết các đặc điểm sau: 
- Một làn xe buýt thẳng ở giữa đường (để tránh những nguyên nhân gây chậm trễ thông thường)
- Các điểm dừng với điểm thu phí ngoài xe (để giảm thời gian chậm trễ do lên xuống xe liên quan tới việc mua vé)
- Sàn điểm dừng ngang với sàn xe (để giảm thời gian chậm trễ do lên xuống khác mức)
- Quyền ưu tiên cho xe buýt tại các điểm giao (để tránh chậm trễ do dừng đợi đèn giao thông)

Hệ thống BRT đầu tiên là Rede Integrada de Transporte tại Curitiba, Brazil (được dịch là 'Hệ thống Giao thông Kết hợp') đi vào hoạt động năm 1974. Curitiba RIT đã truyền cảm hứng cho nhiều hệ thống tương tự khắp nước Brazil và thế giới, như hệ thống TransMilenio tại Bogotá, Colombia, mở cửa năm 2000.
Năm 2011, một Hội đồng Tiêu chuẩn Kỹ thuật BRT đã được thành lập, vào năm 2013 hội đồng đã đặt ra một định nghĩa tối thiểu về những yếu tố mà một hệ thống phải có để được gọi là BRT.

## Lịch sử
Hệ thống BRT đầu tiên trên thế giới là Rede Integrada de Transporte (RIT, được dịch là "Hệ thống Vận tải Kết hợp"), được ứng dụng tại Curitiba, Brasil, năm 1974. Hầu hết các yếu tố đã trở nên gắn liền với BRT là những sáng kiến lần đầu được Thị trưởng Curitiba Jaime Lerner phát minh. Ban đầu chỉ là những làn dành riêng cho xe buýt ("carriles de buses") ở giữa đường giao thông chính, năm 1980 hệ thống Curitibađược thêm một mạng lưới xe buýt nhánh và những điểm kết nối liên vùng, vào năm 1992 là hệ thống bán vé ngoài xe, các điểm dừng có rào kín và đồng mức hóa sàn xe và điểm dừng. Các hệ thống của các thành phố khác có thêm những cải tiến mới, gồm đội buýt (có ba xe vào và ra điểm dừng và đèn giao thông cùng lúc) tại Puerto Alegre, và việc áp dụng các đường vượt và dịch vụ nhanh tại São Paulo.
Năm 1995, Quito, Ecuador, khai trương một hệ thống BRT dựa trên xe điện bánh hơi tiêu chuẩn bạc càng làm gia tăng chất lượng và mức độ phổ thông của BRTtại Mỹ Latinh. TransMilenio tiêu chuẩn vàng tại Bogotá, Colombia, khai trương năm 2000, là hệ thống BRT đầu tiên kết hợp những yếu tố hữu ích nhất của BRT tại Curitiba với các cải tiến BRT khác, và đã đạt được công suất cũng như tốc độ cao nhất với một hệ thống BRT trên thế giới. Sự thành công của TransMilenio tới lượt nó lại khích lệ một số thành phố khác phát triển các hệ thống BRT chất lượng cao.
Hệ thống BRT đầu tiên tại châu Á, TransJakarta được xếp hạng đồng, khai trương tại Jakarta, Indonesia, tháng 1 năm 2004. Hiện nay TransJakarta, với chiều dài 172 km, là hệ thống BRT dài nhất thế giới. Hệ thống BTR của Johannesburg, Rea Vaya được xếp hạng bạc, là hệ thống BRT thật sự đầu tiên hoạt động tại châu Phi vào tháng 8 năm 2009, chuyên chở 42,000 hàng ngày. Rea Vaya và Mio (hệ thống BRT tại Cali, Colombia, khai trương năm 2009) là hai hệ thống BRT đầu tiên kết hợp đầy đủ các đặc điểm của BRT với một số dịch vụ hoạt động giao thông hỗn hợp, sau đó nhập vào cơ sở hạ tầng của BRT.
Ngày nay, gần 40 năm sau khi hệ thống BRT đầu tiên đi vào hoạt động, hơn 150 thành phố đã ứng dụng các hệ thống BRT. Ước tính khoảng 27 triệu hành khách sử dụng các hệ thống BRT trên thế giới hàng ngày, chỉ tính riêng Mỹ Latin là 17 triệu người. Rất khó để tính được có bao nhiêu người sử dụng BRT, bởi khó để định nghĩa một hệ thống có phải là BRT hay không. Thông thường các mạng lưới xe buýt có tuyến đường riêng của mình trên các con phố đông đúc nhưng không có đường riêng tại những nơi khác.

## Các đặc điểm chính
Các hệ thống BRT thường có đa số các đặc điểm sau:

### Các tuyến đường dành riêng

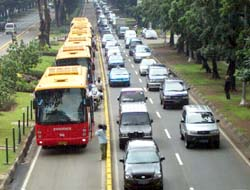
Các xe buýt thuộc hệ thống TransJakarta sử dụng làn riêng biệt để tránh tắc nghẽn giao thông.

Các làn đường dành riêng xe cho buýt giúp nó di chuyển nhanh hơn và đảm bảo không chậm trễ do tắc đường. Làn đường riêng có thể là làn trên cao, làn thấp hay qua hầm, có thể sử dụng các đường sắt cũ. Những làn đường dành riêng cho xe buýt cũng có thể được lập ra trong những trung tâm thành phố.

### Đường xe buýt ở giữa
Đường đi ở giữa hay hành lang dành riêng cho xe buýt giúp chúng tránh xa khỏi sự đông đúc bên cạnh, nơi xe hơi, xe tải đang đỗ, dừng hay quay đầu.

### Bán vé ngoài xe
Bán vé tại ga, thay vì trên xe buýt, giúp hạn chế sự chậm trễ do hành khách phải chờ đợi để trả tiền trên xe.

### Ưu tiên tại nút giao
Cấm các phương tiện giao thông rẽ qua làn xe buýt làm giảm bớt khá nhiều sự chậm trễ cho xe buýt. Ngoài ra, quyền ưu tiên cho xe buýt cũng thường được áp dụng tại các giao cắt có đèn tín hiệu để giảm thời gian chờ bằng cách kéo dài thời gian đèn xanh hay giảm thời gian đèn đỏ ở hướng cần thiết so với thông thường. Tuy nhiên, việc cấm rẽ là biện pháp quan trọng nhất giúp xe buýt đi qua các điểm giao cắt – quan trọng hơn cả việc ưu tiên qua đèn giao thông.

### Sàn xe cùng mức với điểm dừng
Điểm dừng đồng mức với sàn xe để hành khách lên xuống dễ dàng và nhanh chóng, kể cả với người dùng xe lăn, người tàn tật, và xe đẩy trẻ em giảm thiểu thời gian chờ.
Các điểm đỗ và các sàn xe có cốt cao khiến xe khó dừng bên ngoài các điểm đỗ dành riêng, cũng như khiến các xe buýt thông thường khó dừng tại điểm dừng đó, làm các điểm dừng BRT tách biệt hoàn toàn với những điểm dừng xe buýt khác. Trái ngược với giao thông dùng đường sắt, cũng có nguy cơ cao về sự nguy hiểm do khoảng cách giữa xe buýt và điểm dừng.
Một biến thể ngày càng phố biến khác là các xe buýt sàn thấp không có bậc và cửa, cho phép lên xuống dễ dàng và có các điểm dừng tương tích với các loại xe buýt khác.

## Các tiện nghi khác

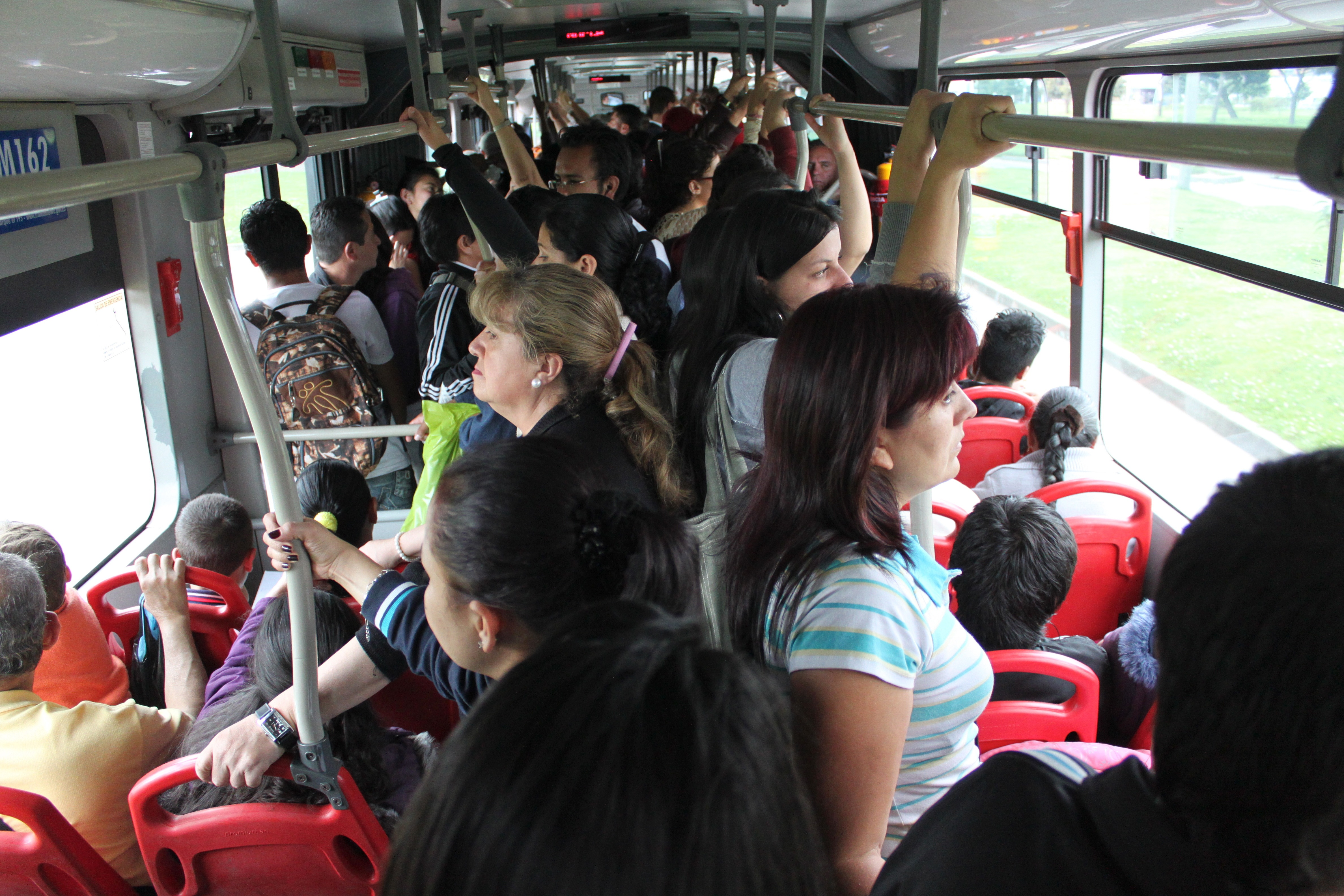
Các phương tiện sử dụng trên hệ thống TransMilenio có thể chở tới 270 người

### Dịch vụ liên tục, cả ngày
Một mạng lưới dịch vụ BRT với mức độ bao phủ rộng có thể phục vụ một thị trường đa dạng (tất cả các mức độ thu nhập) bằng cách chuyên chở một lượng lớn hành khách giữa các địa điểm nhanh chóng và tin cậy trong ngày, trong khi vẫn duy trì được một mức độ tiện nghi khá.[1] Các đặc điểm này là cốt yếu để đáp ứng các nhu cầu của một thị trường đa dạng hay cung cấp dịch vụ tần suất lớn mà không đòi hỏi được trợ cấp lớn.

#### Phương tiện có khả năng chuyên chở cao
Các phương tiện có sức chuyên chở cao, như xe buýt có khớp mềm có thể được sử dụng, chúng thường được trang bị nhiều cửa để tăng tốc độ lên xuống của hành khách. Xe buýt hai tầng hay xe buýt dẫn hướng (guided bus) cũng có thể được dùng.

#### Bến đỗ chất lượng

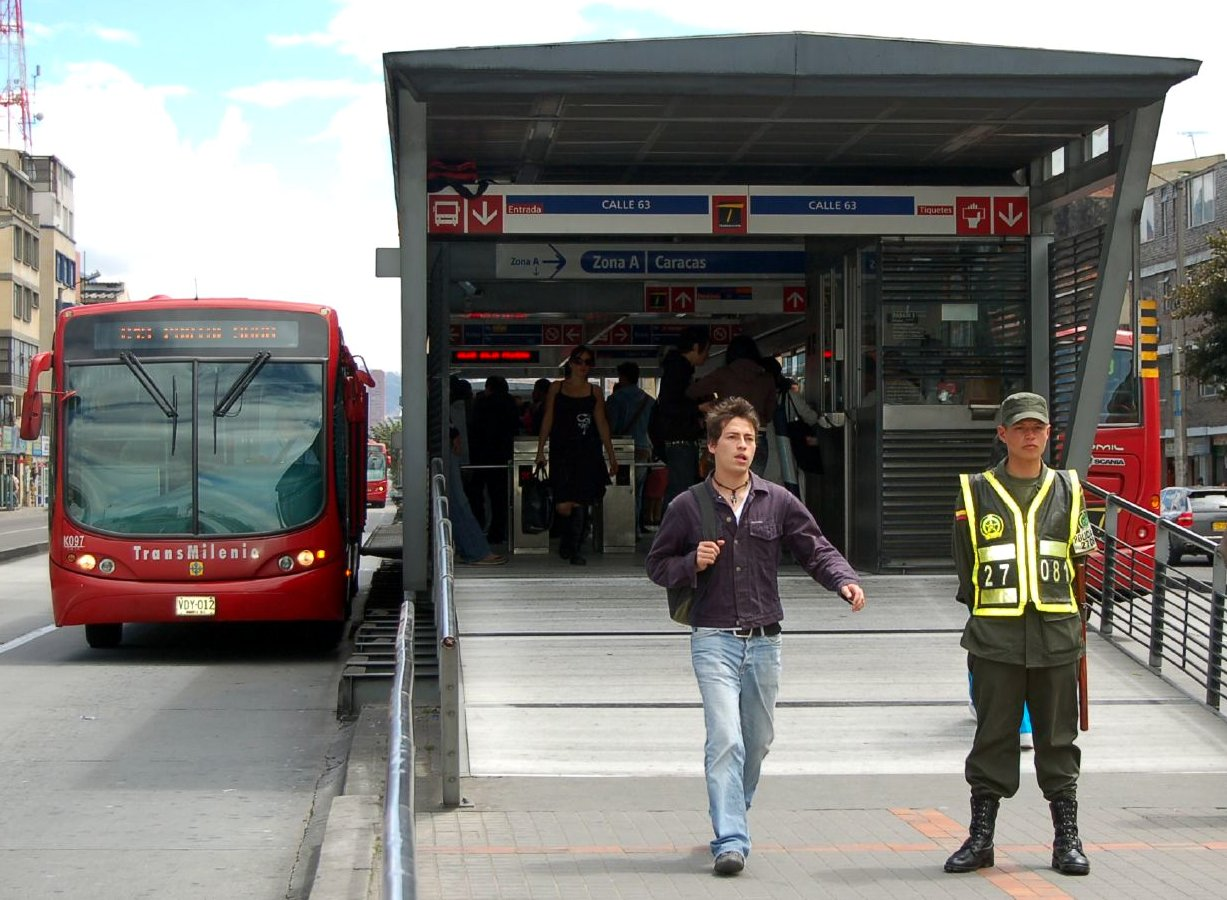
Các barrier soát vé tại lối vào một bến trên hệ thống TransMilenio tại Bogotá

Các hệ thống BRT thông thường có đặc trưng ở những bến đỗ được đầu tư riêng biệt và có thể có cả những cánh cửa kính trượt đẹp đẽ, các trạm bán vé có nhân viên, bảng thông tin và những đặc điểm tiêu chuẩn khác. Chúng thường bao gồm nền ga đồng cấp, sử dụng hoặc xe buýt sàn thấp hoặc những bục nền ga cao, và nhiều cửa để tăng tốc lên xuống của khách cũng như tăng khả năng tiếp cận cho người tàn tật. Giá trị của vé thường gắn với điểm vào 'bến' hơn là việc lên xe theo cách tương tự như ở hệ thống tàu điện ngầm cũng là một đặc điểm thường thấy, đặc biệt tại các bến đông đúc.

#### Nhãn hiệu nổi bật
(ví dụ Viva, Max, TransMilenio, Metropolitano, Select) đánh dấu các điểm dừng và các bến cũng như các xe buýt. Một sự nhận diện đặc trưng và duy nhất góp phần vào sự thu hút của hệ thống như một sự thay thế cho việc lái xe riêng.
Các thành phố lớn thường có những hệ thống xe buýt lớn. Một bản đồ thể hiện mọi tuyến xe có thể không đầy đủ và khiến mọi người chờ những chuyến xe có mật độ thấp hơn. Bằng cách gắn nhãn hiệu cho một số tuyến buýt chính có tần suất cao, với một nhãn hiệu và bản đồ riêng biệt, hành khách dễ hiểu mạng lưới chính hơn.

## Tính năng hoạt động
Một hệ thống BRT có thể được đánh giá theo một số yếu tố. Tiêu chuẩn BRT từng được sử dụng để đánh giá nhiều hành lang BRT của nhiều thành phố, tạo ra một danh sách các hành lang BRT được xếp hạng đạt những định nghĩa tiêu chuẩn tối thiểu của BRT. Các hệ thống có tiêu chuẩn cao nhất được xếp hạng "vàng".
| Thành phố              | Hệ thống BRT (Tên hành lang)                                                        |
| ---------------------- | ----------------------------------------------------------------------------------- |
| Quảng Châu, Trung Quốc | GBRT (Đại lộ Zhongshan)                                                             |
| Bogotá, Colombia       | Transmilenio (Americas, Calle 80, Calle 26, NQS (Norte-Quito-Sur), SUBA, El Dorado) |
| Curitiba, Brazil       | Curitiba BRT (Linha Verde)                                                          |
| Rio de Janeiro, Brazil | TransOeste                                                                          |
| Lima, Peru             | Metropolitano                                                                       |
| Guadalajara, Mexico    | Macrobús                                                                            |
| Medellin, Colombia     | Metroplús                                                                           |

Các con số hệ mét khác được dùng để đánh giá tính năng BRT bao gồm:
- Khoảng cách thời gian của phương tiện là khoảng thời gian giãn cách trung bình giữa các xe. Các xe buýt có thể hoạt động với các khoảng cách thời gian 10 giây hay ít hơn, tuy nhiên những khoảng cách thời gian của hệ thống TransMilenio ở những điểm trung chuyển đông đúc là 13 giây[11] và 14 giây cho điểm trung chuyển đông nhất của Metrobus (Istanbul).
- Sức chứa của phương tiện, có thể thay đổi trong khoảng từ 50 người với xe buýt thông thường lên tới khoảng 200 với phương tiện có khớp nối tính theo hành khách đứng. Hệ thống của Istanbul sử dụng cả Mercedes Citaro với sức chứa 150 người và Mercedes CapaCity với sức chứa 193 người.
- Hiệu suất của các điểm dừng để đáp ứng nhu cầu của hành khách. Những lượng hành khách lớn trên phương tiện đòi hỏi những trạm dừng lớn tại các điểm trung chuyển đông đúc.
- Hiệu suất của hệ thống phụ - liệu nó có thể đưa khách tới các điểm đỗ theo tốc độ yêu cầu không.
- Nhu cầu hành khách địa phương. Nếu không có nhu cầu của hành khách địa phương, công suất sẽ không được sử dụng.

Dựa trên khoảng cách thời gian tối thiểu và công suất phương tiện tối đa hiện có, công suất chuyên chở lý thuyết tối đa được tính theo lượng hành khách trên giờ theo hướng di chuyển cho một làn vận chuyển đơn là khoảng 90,000 người trên giờ (250 trên phương tiện, một phương tiện trên 10 giây). Trong điều kiện thực tế TransMilenio giữ kỷ lục, với 35,000 - 40,000 khách theo hướng trên giờ, với hầu hết các tuyến đông đúc khác trong khoảng 15,000 tới 25,000 người. Hệ thống Curitiba vẫn giữ kỷ lục về số lượng hành khách đông nhất được di chuyển trên toàn hệ thống trong một ngày ở mức 2,300,000 người.